# اسکای بلو
اسکای بلو (انگلیسی: Skye Blue؛ زاده ۳۰ ژوئیهٔ ۱۹۶۱) بازیگر و کارگردان پورنوگرافی اهل ایالات متحده آمریکا است.